# Ostdeutscher Cup 2008
La Ostdeutscher Cup 2008, nota come Ostdeutscher Sparkassen Cup 2008 per motivi di sponsorizzazione, è stata un torneo di tennis facente parte della categoria ATP Challenger Series nell'ambito delle ATP Challenger Series 2008. Il torneo si è giocato a Dresda in Germania dal 5 all'11 maggio 2008 su campi in terra rossa e aveva un montepremi di $50 000.

## Vincitori

### Singolare
Andreas Beck ha battuto in finale  Jun Woong-Sun con il punteggio di 2–6 6–3 7–5

### Doppio
Daniel Brands /  Jun Woong-Sun hanno battuto in finale  Ilija Bozoljac /  Dušan Vemić con il punteggio di 2–6, 7–6(4), [10–6].